# Anne Wizorek

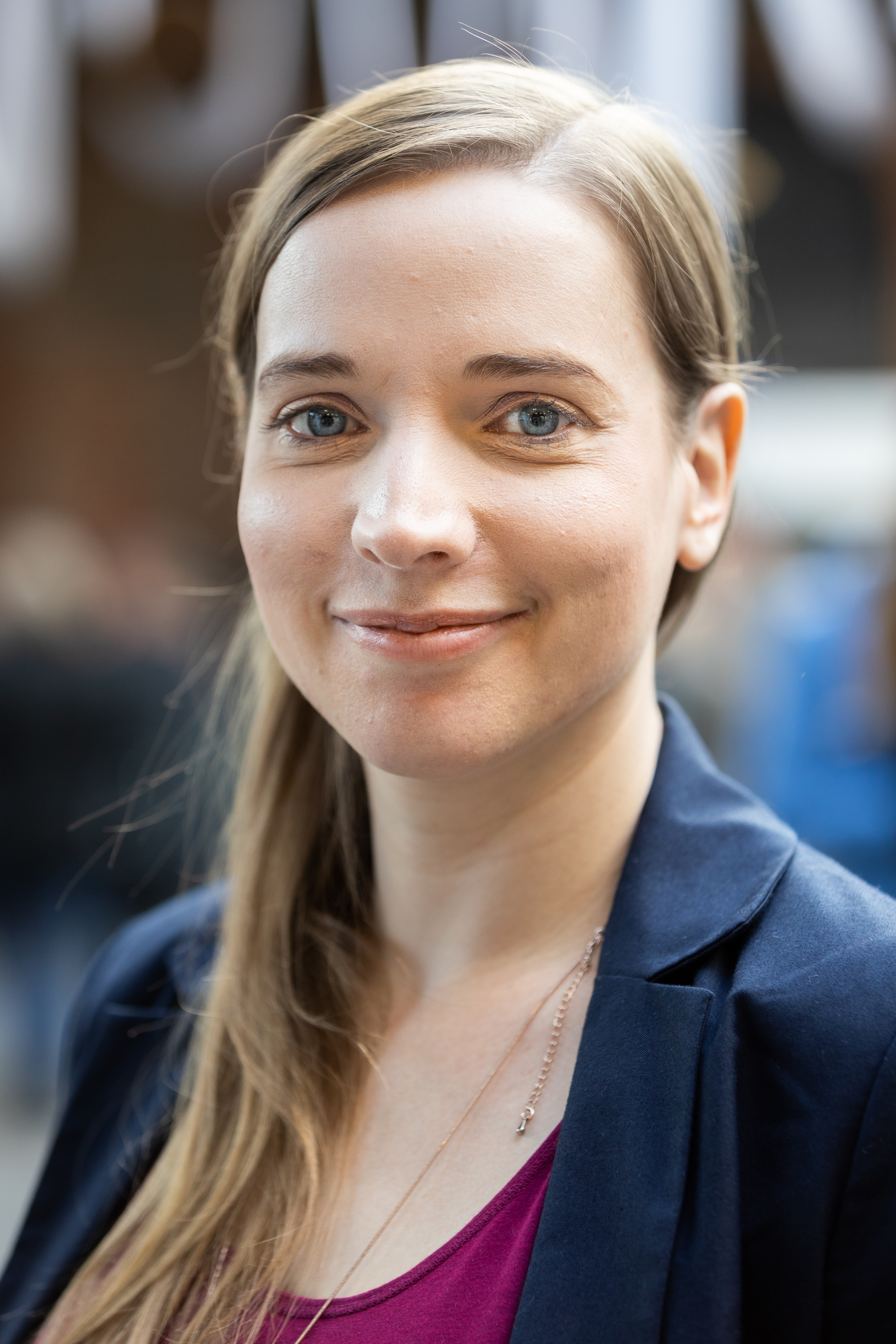
Anne Wizorek (2019)

Anne Wizorek (* 5. Mai 1981 in Rüdersdorf bei Berlin) ist eine deutsche Feministin, die durch ihre Tweets zum Hashtag #aufschrei und die damit ausgelöste Debatte über Sexismus im Jahr 2013 bekannt wurde.

## Leben
Anne Wizorek ist Tochter einer Maschinenbauingenieurin und eines DJs und wuchs in Rüdersdorf bei Berlin auf. Sie studierte Neuere Deutsche Literatur und Allgemeine und Vergleichende Literaturwissenschaft an der Freien Universität Berlin und Skandinavistik an der Humboldt-Universität zu Berlin, schloss das Studium aber nicht ab.

## Feministisches Wirken und Rezeption
Wizorek ist seit 2008 unter dem Account @marthadear auf Twitter aktiv. Von 2013 bis 2018 betrieb sie das Blog kleinerdrei, dessen Redaktion sie gemeinsam mit Juliane Leopold leitete.
In der Nacht vom 24. auf den 25. Januar 2013 verwendete Wizorek zusammen mit anderen Feministinnen den Hashtag #aufschrei, um unter diesem Schlagwort Erfahrungen mit Sexismus und sexueller Gewalt gegen Frauen zu sammeln und sichtbar zu machen. Die Hashtag-Aktion wird oft fälschlicherweise als Reaktion auf den am selben Tag im Stern erschienenen Artikel „Der Herrenwitz“ der Journalistin Laura Himmelreich verstanden. Hierbei handelt es sich laut Wizorek jedoch um einen Zufall, der wiederum die mediale Debatte um Alltagssexismus vorantrieb.
Neben Zusprüchen hat die Aktion auch Kritik hervorgerufen. Unter anderem bezeichnete Bundespräsident Joachim Gauck die Debatte als „Tugendfuror“. Dafür wurde er von Wizorek und anderen Aktivistinnen in einem offenen Brief kritisiert. Am 21. Juni 2013 wurde #aufschrei als erster Hashtag mit dem Grimme Online Award in der Kategorie „Spezial“ ausgezeichnet.
Im Oktober 2014 veröffentlichte Wizorek das Buch Weil ein Aufschrei nicht reicht. Für einen Feminismus von heute. Das Buch löste eine medial geführte Kontroverse aus. Wizorek forderte ihre Anhängerschaft auf Twitter dazu auf, ihr Buch auf Amazon positiv zu rezensieren und kritische Rezensionen, für die sie Maskulisten verantwortlich machte, als nicht hilfreich zu bewerten.
Nach den sexuellen Übergriffen in der Silvesternacht 2015 verwendete Wizorek den neuen Hashtag #Ausnahmslos gegen Sexismus und Rassismus. In diesem Zusammenhang äußerte sie in Berufung auf einen taz-Artikel, dass es auf dem Oktoberfest zusätzlich zu den jährlich etwa zehn angezeigten Vergewaltigungen eine Dunkelziffer von 200 gebe. Diese Straftaten würden „in erster Linie“ von „weißen Bio-Deutsch[en]“ verübt, jedoch entschuldigt und verharmlost. Im Oktober 2016 veröffentlichte die Polizei, dass zwei der 18 ermittelten Täter zu den insgesamt 31 angezeigten Sexualdelikten (darunter eine Vergewaltigung) im Zusammenhang mit dem Oktoberfest 2016 die deutsche Staatsbürgerschaft hatten. Rainer Samietz vom Kommissariat zur Bekämpfung von Sexualdelikten bei der Münchner Polizei und Maike Bublitz vom Frauennotruf bestritten die von Wizorek angeführte Zahl. Die Autorin des ursprünglichen taz-Artikels von 2009 sah sich daraufhin gezwungen, die Schätzung der 200 Fälle im Dunkelfeld detailliert zu erläutern. Sie sei – zurückgreifend auf eine Befragungsstudie – davon ausgegangen, dass – da von den 1.177 befragten Frauen zwischen 16 und 85 Jahren, die angaben, in ihrem Leben mindestens einmal Opfer sexueller und strafrechtlich relevanter Gewalt geworden zu sein, lediglich 5 % auch angegeben hatten, Anzeige erstattet zu haben – im Zeitraum des Oktoberfestes immer eine entsprechende Dunkelziffer bestünde. Sie habe nun die in München angezeigten Vergewaltigungen im Zeitraum als jene 5 % genommen (unter Einschluss der angezeigten Vergewaltigungen auf dem Oktoberfestgelände) und dann hochgerechnet und sei so auf die Zahl von 200 Vergewaltigungen gekommen.
Von 2015 bis 2017 war Wizorek Mitglied der Sachverständigenkommission für den Zweiten Gleichstellungsbericht der Bundesregierung. 2015 war sie Botschafterin der Antidiskriminierungsstelle des Bundes im Themenjahr gegen Geschlechterdiskriminierung.

## Schriften (Auswahl)
- Weil ein Aufschrei nicht reicht. Für einen Feminismus von heute. Fischer, Frankfurt am Main 2014, ISBN 978-3-596-03066-8
- Anne Wizorek, Hannah Lühmann: Duden, Gendern?! Gleichberechtigung in der Sprache – ein Für und ein Wider. Berlin: Dudenverlag, 2018, ISBN 978-3-411-75619-3